# ニコラ・エデ
ニコラ・エデ（Nicolas Edet、1987年12月2日 - ）は、フランス、ラ・フェルテ＝ベルナール出身の自転車競技（ロードレース）選手。

## 来歴

### 2010年
- ツール・ド・フランシュ・コンテ・シクリスト 総合優勝

### 2012年
- ツール・ド・フランス 第2ステージ敢闘賞

### 2013年
- ブエルタ・ア・エスパーニャ
  -  山岳賞
  - 第4ステージ敢闘賞

### 2018年
- ツール・デュ・リムザン　総合優勝（第3ステージ優勝）

### 2020年
- パリ〜ニース　 山岳賞